# Cissura interhemisfèrica
La cissura interhemisfèrica o intercerebral és una profunda esquerda que divideix longitudinalment al cervell en dos hemisferis cerebrals (el dret i l'esquerre) units entre si pel cos callós. També és conegut com a "solc longitudinal superior" o "fissura longitudinal cerebral". Altres cissures, com la cissura de Rolando, la cissura de Silvio i la cissura perpendicular interna, divideixen cadascun dels hemisferis en grans lòbuls cerebrals, que al seu torn presenten circumvolucions cerebrals.